# Lorenz Krampl
Lorenz Krampl (* 6. August 1835 in Aich bei Maria Rojach, heute Gemeinde St. Andrä im Lavanttal; † 17. Dezember 1912 in Framrach, Gemeinde St. Andrä im Lavanttal) war ein österreichischer Landwirt und Politiker.

## Leben
Krampl war der Sohn des Landwirts vulgo Achatz Johann Krampl und dessen Ehefrau Luzia geb. Mayer.
Krampl lebte als Landwirt und Gutsbesitzer. Er war Besitzer der Starhube in St. Jakob bei St. Paul im Lavanttal.
Er war römisch-katholisch und heiratete am 25. November 1862 Luzia Böcheim (* 19. August 1843; † 9. September 1917). Aus der Ehe gingen fünf Kinder, darunter Josef Krampl hervor.

## Politik
Vom 26. September 1882 (Nachwahl vom 31. Juli 1882 nach Rücktritt von Josef Ottitsch und Georg Pongratz) bis zum 29. Mai 1884 war er Abgeordneter im Kärntner Landtag für den Wahlkreis LGM 3 Wolfsberg. Im Landtag war er Mitglied des Verifikationsausschusses. Er gehörte dem Klub Liberale an.